# Flór Ferenc
Flór Ferenc (Váradolaszi, 1809. október 10. – Pest, 1871. július 7.) orvos, orvosi szakíró, honvéd alezredes, az 1848–49-es szabadságharcban a hadügyminisztérium egészségügyi osztályának vezetője, a Magyar Tudományos Akadémia levelező tagja.

## Életpályája
Nagyváradon és Nagykárolyban végzett tanulmányok után, 1827-ben iratkozott be a pesti egyetem orvostudományi karára. 1833-ban orvosi, 1834-ben sebészi és szülészmesteri oklevelet szerzett. 1834-ben tanulmányutat tett német és osztrák egyetemeken, ahol elsajátította az újabb sebészeti és műtéttant.
Hazatérése után a pesti egyetem állatgyógyászati tanszékének tanársegéde, majd 1835-től az egyetem orvostudományi karán Stáhly Ignác sebészprofesszor tanársegéde lett. 1837-től a pesti Rókus Kórházban tiszteletbeli, majd 1840-től rendes osztályos főorvossá nevezték ki. 1847-től Pest város tiszti főorvosa, egyúttal a Rókus Kórház igazgatója lett.
A világosi fegyverletétel után másfél év börtönre és állásvesztésre ítélték. Büntetésének letöltése után tápiószelei birtokán – rendőri felügyelet alatt – visszavonultan élt. 1861-ben ismét Pest város tiszti főorvosa és kórházigazgató lett, de tíz hónap múlva tiltakozásul a kormányzati rendszer megváltoztatása miatt lemondott állásairól és csak a kiegyezés után tért vissza.
Halálát közlekedési baleset okozta, elgázolta a pesti lóvasút.

## Tevékenysége a szabadságharcban

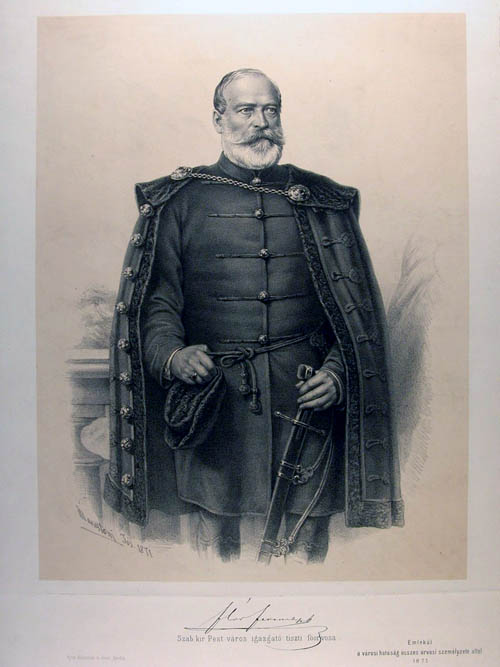
Marastoni József litográfiája (1871)

1848 tavaszán jelentkezett a nemzetőrségbe. 1848 őszétől őrnagyi rangban a honvéd hadsereg törzsorvosaként szolgált. A főváros feladása után egységével Egerbe vonult vissza. 1849. január 22-én a Budán maradt Stáhly Ignác utódaként alezredesi rangban a hadügyminisztérium egészségügyi osztályának főnökévé nevezték ki, ezzel ő lett a honvédség katonai egészségügyének irányítója. Vezetése alatt fejeződött be a magyar honvédség egészségügyi szervezetének kiépítése. A katonai egészségügyben számos, nemzetközi viszonylatban is újnak számító módszert vezetett be. A magyar honvédség az elsők között volt Európában, ahol a hadisebészetben bevezették a kloroform alkalmazását. Többek között irányítása alatt szerveződött a tábori kórházak rendszere, a front- és hátországi betegellátás, az újoncozás orvosi ellenőrzése és a rokkantak utókezelése. A műszer és gyógyszerhiány enyhítésére – a külföldről való becsempészés mellett – kísérletet tett a magyarországi gyártás megszervezésére. 1849. április 16-án indítványára nevezték ki Kossuth Zsuzsannát országos főápolónőnek, ennek nyomán számos női önkéntes állhatott a katonai betegápolás szolgálatába. Flór Ferenc személyes érdeme, hogy a tavaszi hadjárat megindulásakor a honvédség korszerűen megszervezett katonai egészségügyi szolgálattal rendelkezett.
Görgei Artúr miniszteri kinevezése után átszervezték a minisztériumot, és az egészségügyi osztály élére Lumniczer Sándort nevezték ki. Flór Ferenc a fegyverletételig a tartalék hadtest főorvosa lett.

## Orvosi és szakírói munkássága
Már negyedéves orvosnövendékként, 1831-ben koleraorvosnak nevezték ki Kalocsára. Kisdedápolás című orvosi disszertációját – Magyarországon elsőként – magyar nyelven írta és védte meg, 1833-ban. A későbbiekben is erőfeszítéseket tett az egységes magyar orvosi szaknyelv megteremtéséért, 1833-tól 1848-ig Bugát Pál mellett társszerkesztője lett az e területen úttörő munkát végző Orvosi Tár című folyóiratnak. 1835-ben megjelent művében, A tetszhalottak felélesztéséről szóló tanítás című könyvben már javaslatot tett a városi mentőegységek létrehozására és az elsősegélynyújtás tömegoktatásának megszervezésére is. E mellett 1840-től 1848-ig szerkesztette a Magyar Orvosok és Természetvizsgálók Vándorgyűléseinek Munkálatok című kiadványát. 1838-ban a Magyar Tudós Társaság levelező tagjául fogadta. 1842-től tagja lett az első magyar orvosi társaságnak, a Budapesti Királyi Orvosegyesületnek és a bécsi orvosi társulatnak. 1845-től lett tagja a Királyi Magyar Természettudományi Társulatnak. A gyakorlati sebészetben törekedett az új, a korban modernnek számító eljárások alkalmazására, 1847-ben az elsők között volt, aki a kloroformnak a sebészetben való használatával kísérletezett.

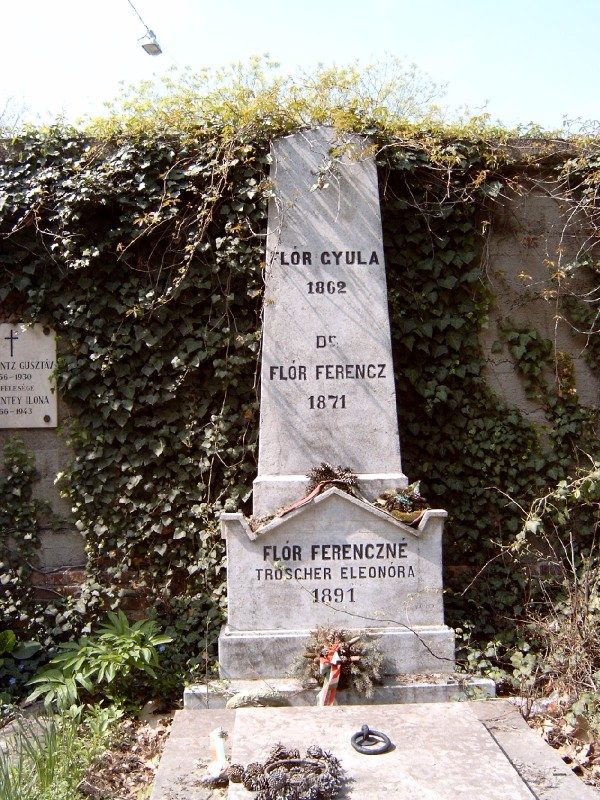
Flór Ferenc sírja Budapesten. Kerepesi temető: J. 116

A szabadságharcot követő internálása lejárta után figyelme a közegészségügy és az orvosi érdekvédelem felé fordult. 1861-ben elnökletével alakult meg az ország első helyhatósági közegészségügyi bizottsága, így őt tekintik a magyarországi közegészségügy egyik megteremtőjének. Egészségügyi okokból szorgalmazta a főváros vízvezeték-hálózatának kiépítését, illetve új közvágóhíd építését. 1863-ban egyik kezdeményezője volt az orvosi érdekvédelmi mozgalom elindításának. 1869-ben a Magyar Orvosok és Természetvizsgálók Országos Egyesülete másodelnökévé választották.

### Főbb művei
- Kisdedápolás (orvosi értekezés, latinul és magyarul, Pest, 1833)
- A tetszhalottak felélesztéséről szóló tanítás (Pest, 1835)
- Magyarországi Orvosrend Névsora 1840-re (Bugát Pállal, Pest, 1840)
- Húgykő-metszés és morzsolás (Pest, 1842)
- Hivatalos tudósítás a hagymáz-járványról, mely szabad királyi Pest város polgári kórházában 1846–47. évben uralkodott (Buda, 1848)

## Családja

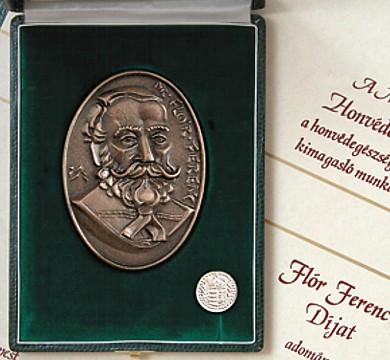
A Flór Ferenc-díj (ifj. Szlávics László alkotása)

Feleségétől, Tröscher Eleonorától 1846-ban született Gyula nevű fia, aki 1862-ben meghalt. Emlékére végrendeletében a Magyar Tudományos Akadémiánál 20 000 forintos alapítványt létesített.

## Emlékezete
- Nevét viseli a kistarcsai Pest Megyei Flór Ferenc Kórház. Ez utóbbin található bronz domborműves emlékmű Tóth Béla szobrászművész alkotása (1983). 1992-ben a magyar honvédelmi miniszter a katonai egészségügyben szolgálók jutalmazására Flór Ferenc-díjat alapított. Budapest 18. kerületében,  Pestszentlőrincen utcát neveztek el róla.
- Poór Imre: Emlékbeszéd Flór Ferenc felett.
- Nevét őrzi az 551091 Flórferenc kisbolygó.[4]